# Crotalaria deflersii
Crotalaria deflersii är en ärtväxtart som beskrevs av Georg August Schweinfurth. Crotalaria deflersii ingår i släktet sunnhampor, och familjen ärtväxter. Inga underarter finns listade i Catalogue of Life.